# Lengyel EU-elnökség (2011)

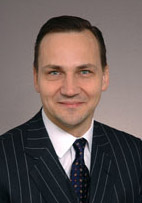
Radosław Sikorski külügyminiszter, az elnökség ideje alatt az Általános Ügyek Tanácsának elnöke

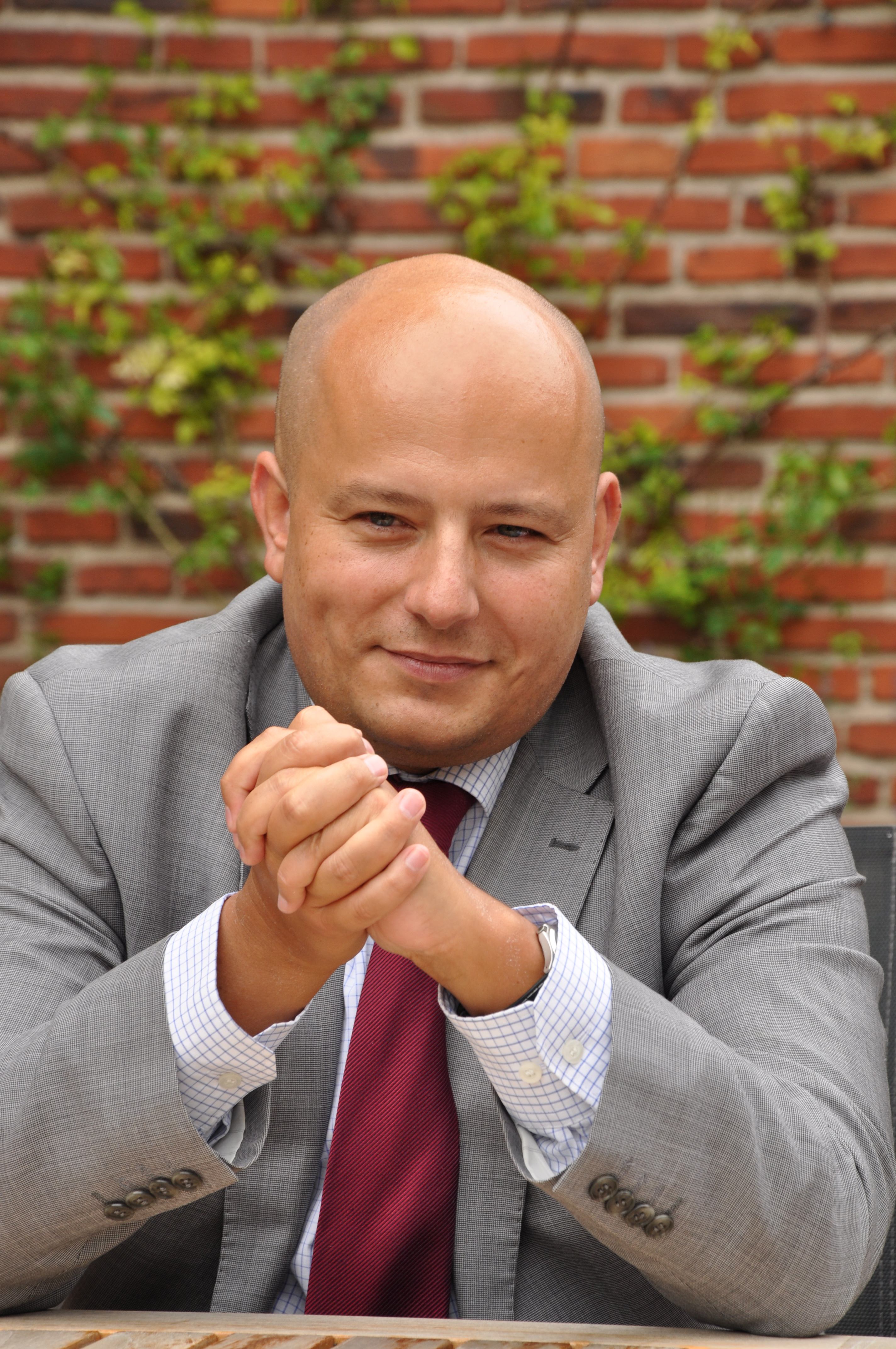
Mikołaj Dowgielewicz, az európai ügyekért felelős államtitkár

2011 második felében Lengyelország első alkalommal, a kelet-közép-európai országok közül negyedikként látta el az Európai Unió (EU) egyik csúcsszervének, az Európai Unió Tanácsának soros elnöki feladatait. A fél évig tartó lengyel EU-elnökség lebonyolítása nagyrészt Donald Tusk kormányának feladata volt, amit a 2011 októberi parlamenti választások komplikáltak; végül Tusk lett a lengyel rendszerváltás óta az első miniszterelnök, akinek sikerült az újrázás, így ő vihette végig a teljes elnökséget.
Lengyelország Dániával és Ciprussal egy elnöki trió első tagjaként elnökölt az Európai Unió Tanácsában. Ezt a szervezetet az Európai Tanácstól, az Unió fő politikai szervezetétől a lisszaboni szerződés különböztette meg. A kormányfőket tömörítő Európai Tanács elnöki teendőit azonban nem a lengyel miniszterelnök, hanem az Európai Tanács elnöke, Herman Van Rompuy látta el, ahogy az a 2010-es spanyol elnökség óta megszokott. Az elnökséggel kapcsolatos feladatok összehangolásáért Mikołaj Dowgielewicz felelt, akit 2008. július 15-én neveztek ki a lengyel elnökség előkészítéséért felelős kormánybiztossá, majd 2010. január 1-jétől az európai ügyekért felelős államtitkárrá. Fontos szerepe volt még a kinevezése előtt a budapesti CEU-n tanító pénzügyminiszternek, Jacek Rostowskinak.
A „rövid” (a nyári üdülőszezont és a karácsonyi ünnepeket magába foglaló) lengyel elnökséggel kapcsolatban alapvetően pozitívak voltak a külföldi várakozások, a lengyel politikai elit pragmatizmusa és együttműködési készsége és a jól felkészült apparátus miatt.

## Az elnökség témái
A főbb témák közé tartozott az EU és a gazdasági növekedés kapcsolatának kérdése, a bővítés fontossága és a szomszédsági politika, az EU 2014-2020 közötti költségvetésének tárgyalásai és Lengyelország ezzel kapcsolatos céljai, valamint az energiapolitika és az energiabiztonság témája, amely részét képezte a lengyel elnökség „Biztonságos Európa” szlogenjének.
A „nyitottság hasznát élvező Európa” keretében az eredetileg a magyar EU-elnökség idejére tervezett (emiatt Magyarországgal társelnökként) szeptemberi Keleti Partnerség-csúcstalálkozó, tárgyalások megkezdése, szabadkereskedelmi zónák kialakítása Ukrajnával és Moldovával, valamint Fehéroroszország nyugati kötődéseinek erősítése. A soros elnökség alatt célul tűzték ki az EU-Oroszország modernizációs partnerség szerződésének megújítását is. A magyar elnökségről hátramaradt feladat volt a horvát csatlakozási tárgyalások lezárása, emellett a lengyelek elkötelezettségüket fejezték ki Törökország, Izland és a nyugat-balkáni országok Európai Unióhoz közeledésének irányában is.

### Az Európai Gazdasági és Monetáris Unió reformja
A lengyel elnökségnek szembe kellett néznie az Európai Gazdasági és Monetáris Uniónak a 2010-es euróválság miatt szükségessé vált reformjával. Miután az EU állam- és kormányfői 2011. március 24–25-én már döntöttek az európai pénzügyi stabilizációs mechanizmushoz is hozzányúló reformcsomagról, a lengyelek kezdeményezték a nemzeti ratifikációs folyamat elindítását.[forrás?]

## Az elnökség krónikája
Magyarország 2011. július 1-jén adta át a soros elnökséget Lengyelországnak. Varsóban Orbán Viktor magyar kormányfő átnyújtotta lengyel partnerének, Donald Tusknak az EU zászlaját és az elnökséget szimbolizáló stafétabotot, egy kis hordó tokaji bort ajándékozott Tusknak, amit a lengyel kormányfő egy karddal viszonzott. Tusk elmondta, hogy a lengyel elnökség alatti munkaebédeken „elsősorban magyar borokat fognak felszolgálni”.

## Logó
A korábbi elnökségi trióval (Spanyolország, Belgium, Magyarország) ellentétben a Lengyelország, Dánia és Ciprus alkotta triónak nem terveztek közös logót.
A lengyel elnökségi logót hat színes, fölfelé mutató nyíl, a lengyel zászló és a PL2011.eu felirat alkotta; a lengyel rendszerváltás előtt a vezetéssel szemben álló legnagyobb tömegmozgalmi csoport, a Szolidaritás mozgalom logója inspirálta.